# Betiltott dalok II./1981
A Betiltott dalok II./1981 (alcíme: Tudományos Rockizmus) a Beatrice együttes 1981-es archív felvételekből összeállított dupla CD-je, 2013 márciusában jelent meg a Grund Records kiadásában; megnevezésében egyértelműen utalva arra hogy az a Betiltott dalok címmel megjelent 1979-es felvételek párja. Az anyag öt koncert anyagának utólag korrigált, tisztított és digitálisan felújított változatából készült, a két lemezen összesen (az összekötőszövegeket is beleszámítva) 81 szám, mintegy 150 percnyi zene van.

## A lemezről
A dupla CD a zenekar korábban semmilyen formában nem dokumentált, mindössze néhány hónapot megélt 1981-es felállását mutatja be.

## A lemez számai

### 1. CD
- Tudományos Rockizmus
Szolnok 1981:
1. Reméljük, hogy ezután is jöhetünk a jövőben…
2. DNS (Aktív gén)
3. Civilizáció
4. Bécsi csók (Menő Benőnek)
5. Nem nekem tanulsz
6. Akácos út
7. Waszlavik székfoglaló beszéde technikai okok miatt elmarad (volt már ilyen koncertekkel is...)
8. Itt a tavasz (a diszkó és a táncház népszerűsítése)
9. Ó a Beatrice (Beatrice himnusz)
10. Tessék fogyasztani!
11. Rendes ember
12. Ne tessék kérem marginalizálódni!
13. Mit akarok még? (Elég!)
14. Mire megy itt a játék? (Üsd ki!)
15. Katicabogárka
16. Ó a Beatrice (Beatrice himnusz – ismétlés)
17. Elkapott a gépszíj

Európa (hosszú változat)
1. a) Nyitány
2. b) Északon, nyugaton, délen, keleten
3. c) A jövő a jelen
4. d) Fuss el, menekülj!
5. e) Kartoték
6. f) Hatalom
7. g) Tudományos rockizmus (Scientific Rockies)

Nyíregyháza 1981:
1. Civilizáció (bableveses változat)
2. Besült a mutatvány
3. Ó a Beatrice (Beatrice himnusz)
4. Zenekarvezetői barack és "nagyot nőj" emlékérem Bogdán Csabának
5. Por nincs

Szőke punk lány (punk szerelmi líra)
1. a, Gyere és kínozz!
2. b, Ne tűnj el!
3. c, Nem vagy senkié
4. Túl az óperencián
5. Kanász
6. Topis zenész (lakodalmas változat)
7. Fránya a buli!
8. Akácos út (elröhögött változat)
9. Kis Gazember-díj a zenekar Bel Amijának
10. Waszlavik expozéja (a Beatrice együttes nagy feladatot vállalt magára)
11. Itt a tavasz (az új zene himnusza)
12. Meditáció II.

### 2. CD
- Provokáció a puszta létem
Nyíregyháza 1981:
1. Lopják az időt, kérem!
2. Nem nekem tanulsz

Dunaharaszti 1981:
1. Rendes ember
2. Hazudós
3. Bécsi csók (fotós változat)
4. Nem fogjuk hagyni!
5. Üzenetek II. (Rock-mozgalmi dal)
6. Még két hazudós
7. Waszlavik expozéja (az új zene stílusjegyei)
8. Itt a tavasz (az új zenei korszak nyitánya)
9. Vigyorog a fejem
10. Mit akarok még?

Budapest ELTE 1981:
1. Elkapott a gépszíj
2. Változatok egy gyermekdalra (Aki nem lép egyszerre)
3. Miklóska fogd be már a pofád!
4. Győzelem!
5. Waszlavik expozéja (kuss!)
6. Itt a tavasz (a zenei válságból kivezető kiút)
7. Ováció!
8. Magyarország legjobb énekese
9. Daddy Cool

Olajválság (büntető jazz)
1. a) Olajválság
2. b) Keleten a helyzet kulcsa
3. c) Halványkék akkordok
4. Meditáció II.
5. Bécsi csók
6. Őszinte kőkemény

Budapest BME 1981:
1. Budapest (halandzsás változat)
2. Változatok egy gyermekdalra (Aki nem lép egyszerre)
3. Akartok amerikai muzsikát hallgatni?
4. Daddy Cool
5. Őszinte kőkemény (szavalás)
6. Őszinte kőkemény (részlet)
7. Megbocsátok magamnak
8. Meditáció II. (szaxofonos változat)
9. Üss a kölökre!

Európa (rövid változat)
1. a) Nyitány
2. b) Északon, nyugaton, délen, keleten
3. c) A jövő a jelen
4. d) Fuss el, menekülj!

Nyíregyháza 1981:
1. Nem bírom tovább!
2. Topis blues (Gyurma változat)

## A közreműködő zenészek

### Beatrice, 1981
- Nagy Ferenc "Nagyferó" – ének, vokál, szájharmonika, szaxofon
- Miklóska Lajos "Apu" – basszusgitár, ének, vokál
- Waszlavik "Gazember, Bel Ami" László zeneesztéta – orgona, szintetizátor, ének, vokál, székfoglaló
- Vedres József "Joe" – gitár, ének, vokál
- Bogdán Csaba – gitár, ének, vokál
- Donászy Tibor – dob, ének, vokál

### Vendégek
- Villányi Zoltán – szaxofon (Olajválság I-III.)
- „Rex” Wahorn András – szaxofon (Meditáció II.)

## Technikai információk
- Az archív felvételeket összegyűjtötte Bálint Csaba (ld.: Rockmúzeum).
- Szerkesztette és a kísérőszöveget írta: Jozé (Bese Jozefák László);
- Lektorálta: Hegedűs István;
- Grafikai terv: Elekes Attila André

## Kritikák
- Tudományos Beatrice - Zappa PONT honlap, 2013 március 28.;
- Beatrice: Betiltott dalok II. - Tudományos rockizmus - Shock Magazin, 2013. március 31.;
- https://web.archive.org/web/20170614235201/http://passzio.hu/modules.php?name=News&file=article&sid=27992
- https://web.archive.org/web/20170615041149/http://passzio.hu/modules.php?name=News&file=article&sid=27976